# XBIZ Awards for Best Scene - Couples - Themed Release
L'XBIZ Award for Best Scene - Couples - Themed Release è un premio pornografico assegnato agli attori impegnati in una scena a coppie votata come migliore dalla XBIZ, l'ente che assegna gli XBIZ Awards, riconosciuti tra i migliori premi del settore (paragonabile al Golden Globe).
Come per gli altri premi, viene assegnato nel corso di una cerimonia che si svolge a Los Angeles, solitamente nel mese di gennaio, dal 2013 fino al 2019.

## Vincitori

### Anni 2010
| Anno | Vincitori                          | Titolo                  |
| ---- | ---------------------------------- | ----------------------- |
| 2013 | Lucky Starr Xander Corvus          | A Mother's Love 2       |
| 2014 | Madison Ivy Mick Blue              | Hotel No Tell           |
| 2015 | Anikka Albrite Tommy Gunn          | Untamed Heart           |
| 2016 | Riley Reid Romi Rain Xander Corvus | My Sinful Life          |
| 2017 | Katrina Jade Xander Corvus         | The Switch              |
| 2018 | Gracie Glam Ryan Driller           | It's Complicated        |
| 2019 | Gia Paige Tyler Nixon              | Love In The Digital Age |
| 2025 | Aiden Ashley Seth Gamble           | American Stud           |